# 北熊本站
北熊本站（日语：／ Kita-Kumamoto eki */?）是位於熊本縣熊本市中央區室園町，屬於熊本電氣鐵道的菊池線和藤崎線車站。車站編號為KD08。

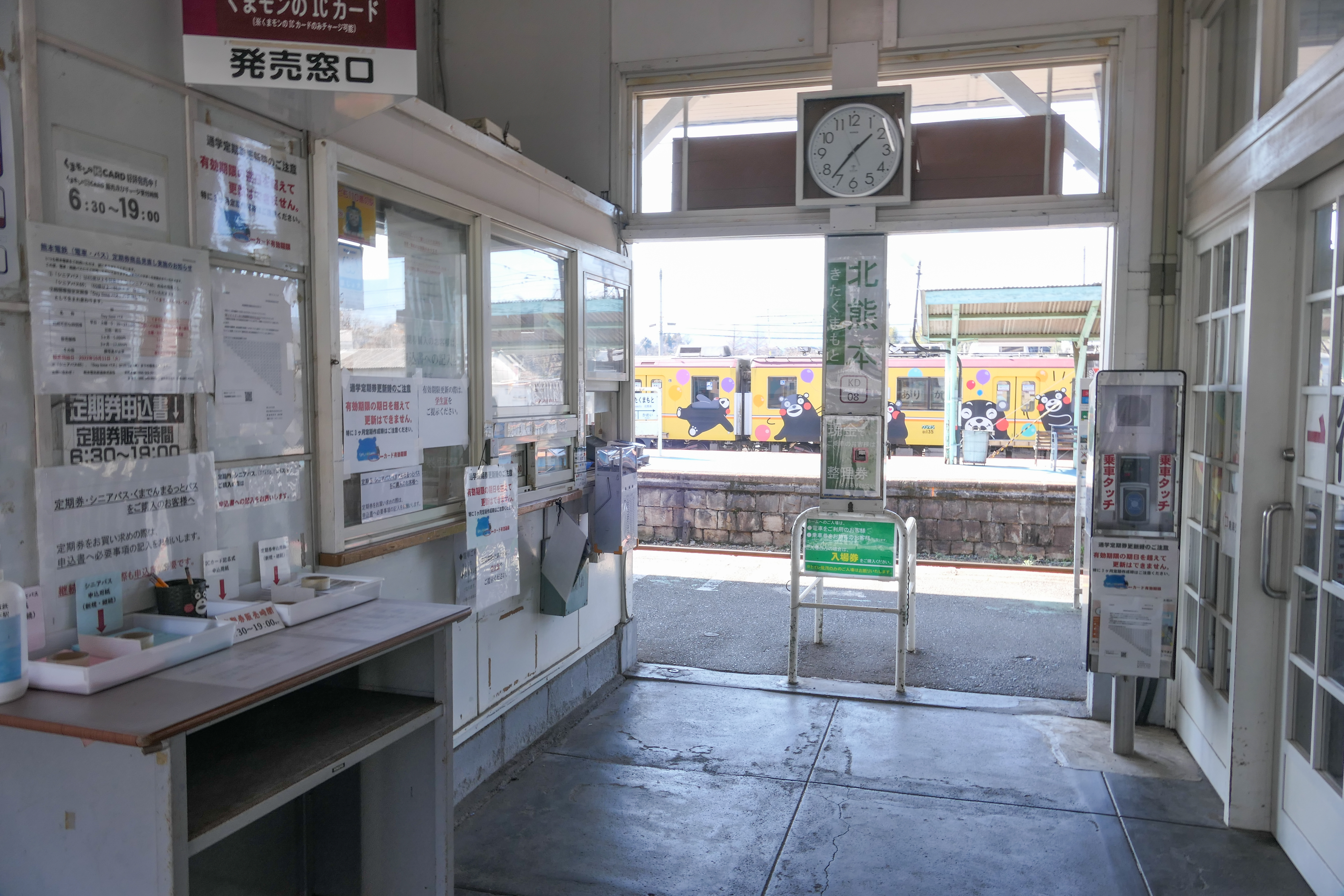
驗票口(2024年2月)

## 概要
此站是熊本電鐵在運行上的據點。站內設有鐵路總部（列車司機詰所、運輸指令所、車廠等），列車司機會在此站交班。由於此站鄰接車廠，因此設有以此站作為終點或起點站的入出廠列車班次。
此站可進行列車交會，除外早上和深夜部分列車，前往藤崎宮前和御代志的上下行列車會在此站列車交會，日間進行列車交會時候，前往上熊本的列車也會在該時段停靠此站，以便進行轉乘。站內設有檢票口和櫃臺。車站職員經常駐守此站，以進行檢票和發售定期票。但是不會販賣普通車票。
車內曾設有熊本電鐵相關公司「熊本電鐵的士」的總站和其車廠，後來在2014年11月30日結業。該公司翌年12月1日成為Mihana的士集團旗下公司，公司名改為「菊熊的士」，總部遷移至上熊本。公司總部遺址於2016年1月18日變成一間商店，名為「熊電商店北熊本店」。
櫃臺營業時間
- 6:30 - 19:00

## 歷史
- 1949年（昭和24年）4月1日：藤崎線藤崎宮前至龜井之間的舊線（經室園站（日语：室園駅））開通，此站啟用。
- 1964年（昭和39年）：站內的車廠遷移。
- 1979年（昭和54年）8月1日：結束貨物起卸業務。
- 1984年（昭和59年）2月1日：結束小型行李物起卸業務。
- 1985年（昭和60年）5月1日：結束販賣車票，改為使用整理券（日语：整理券）方式。
- 2014年（平成26年）12月1日：車站大樓內的熊本電鐵的士結業。
- 2015年（平成27年）4月1日：此站可以使用交通系IC卡「熊本地域振興IC卡（日语：熊本地域振興ICカード）（熊本熊之IC CARD）」[1]。
- 2016年（平成28年）1月18日：熊本電鐵的士總部遺址開設「熊電商店北熊本店」。
- 2019年（令和元年）10月1日：此站引入車站編號[2]。

## 車站構造

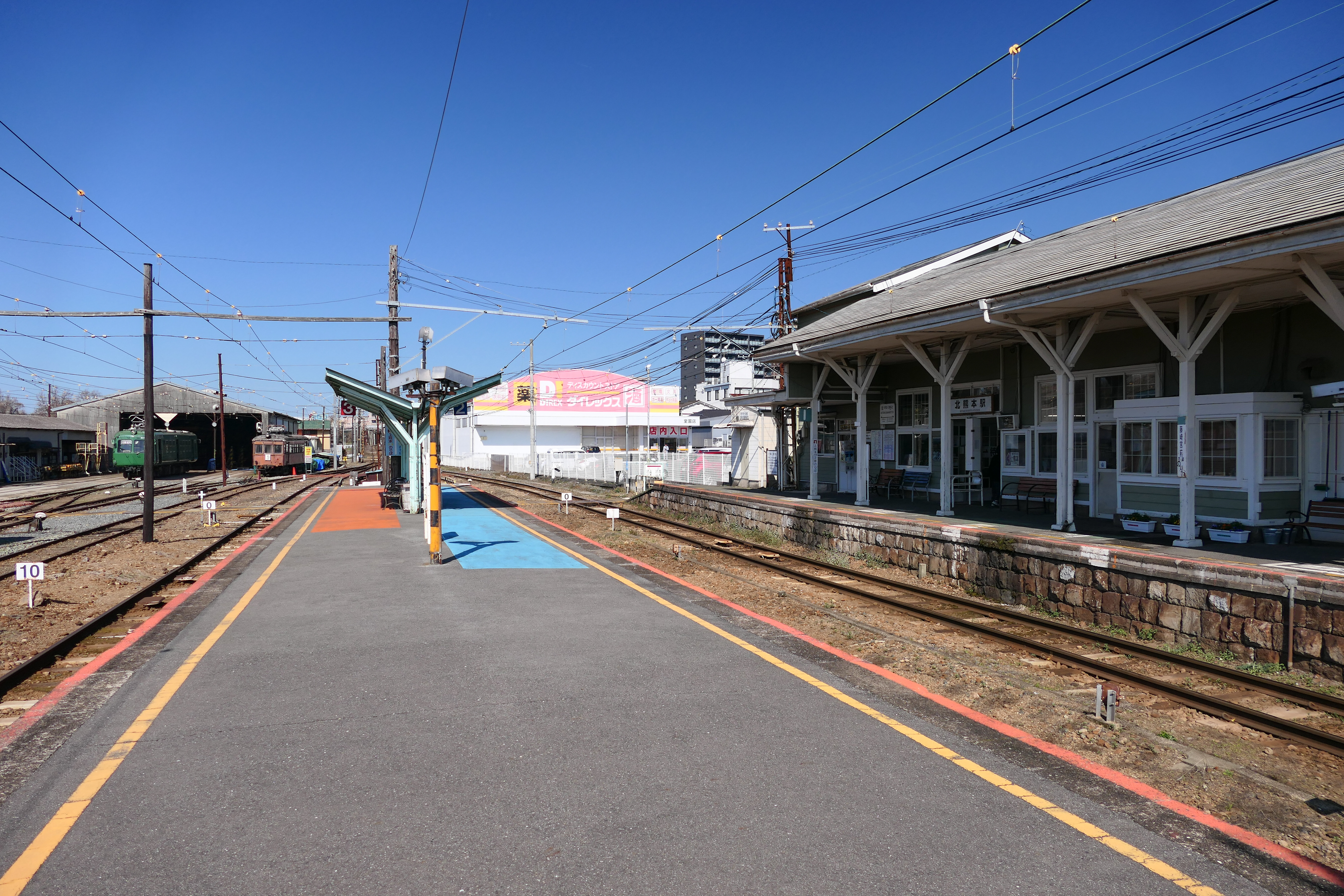
月台(2024年2月)

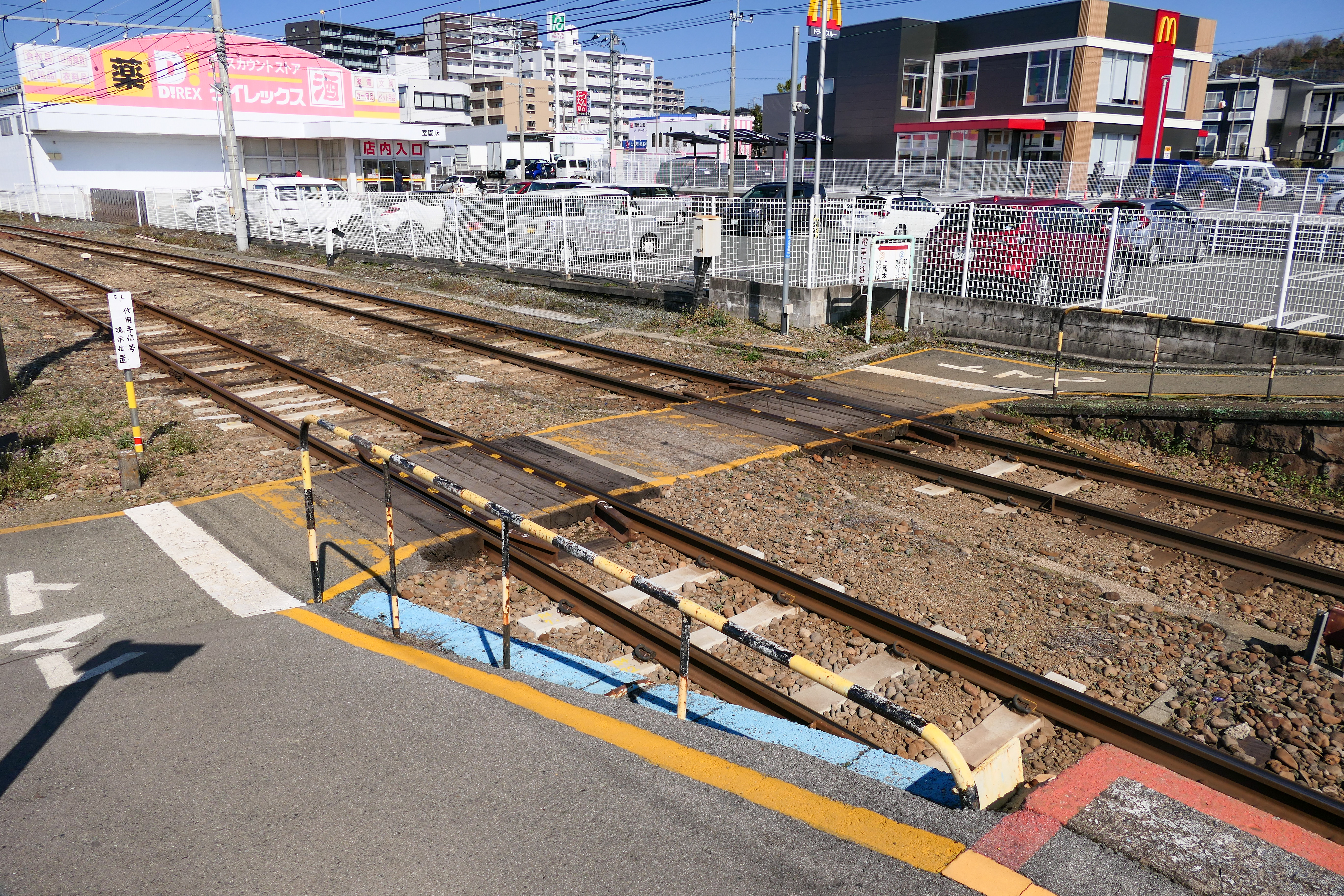
平交道(2024年2月)

本站是地面車站，設有1面1線的單式月台和1面2線的島式月台，共有2面3線的月台。另外設有數條側線和維修車庫（車廠）。在有人車站中，此站是熊本電鐵唯一設有夜間停泊的車站。各月台以顏色分辨。
本站自2015年（平成27年）4月起可以使用「熊本地域振興IC卡（熊本熊之IC CARD）」IC卡之際，並增設入閘和出閘專用的讀卡機。

### 月台
| 月台 | 路線                | 方向                   |
| ---- | ------------------- | ---------------------- |
| 1    | ■藤崎線、菊池線直通 | 黑髮町、藤崎宮前方向   |
| 2    | ■藤崎線、菊池線直通 | 堀川、黑石、御代志方向 |
| 3    | ■菊池線（此站折返） | 池田、上熊本方向       |

## 使用狀況
| 年度   | 1日平均 乘車人次 | 1日平均 上下車人次 |
| ------ | ---------------- | ------------------ |
| 2011年 | 311              |                    |
| 2012年 | 311              | 592                |
| 2013年 | 338              | 643                |
| 2014年 | 353              | 673                |
| 2015年 | 453              | 822                |
| 2016年 | 561              | 997                |
| 2017年 | 585              | 1,107              |
| 2018年 | 524              | 1,017              |

## 車站周邊
- 坪井川遊水公園
- 熊本市立清水小學（日语：熊本市立清水小学校）
- 清水保育所
- 熊本室園郵局
- 肥後銀行清水分店
- 熊本銀行（日语：熊本銀行）清水分店
- 艾米廣場
- TKU住Myland（住宅示範單位）
- 朝日野綜合醫院
- 熊本成城醫院（日语：くまもと成城病院）
- 拜聖院（日本之紅十字活動起源地。）[12]
- 熊本縣立清水丘學園
- 國道3號

## 巴士路線
所有路線均由熊本電氣鐵道（電鐵巴士）營運。
- 北熊本巴士站
  - C1、C3、C4、C5、C6系統

## 相鄰車站
熊本電氣鐵道
■藤崎線、菊池線直通
黑髮町（KD07）－北熊本（KD08）－龜井（KD10）
■菊池線（上熊本區間）
坪井川公園（KD05）－北熊本（KD08）

## 注腳
1. 1 2  電鉄電車（菊電）でのご利用 （页面存档备份，存于）（日語）（熊本熊之IC CARD）
2. ↑  電車 「駅ナンバリング」導入のお知らせ （页面存档备份，存于）（日語） - 熊本電氣鐵道，2019年8月15日，同日參閲。
3. ↑  国土数値情報　駅別乗降客数データ  （页面存档备份，存于）（日語） - 國土交通省，2020年9月19日參閲
4. ↑   （页面存档备份，存于）（日語） - 九州運輸要覧，2018年3月28日參閲
5. ↑   （页面存档备份，存于）（日語） - 九州運輸要覧，2018年3月28日參閲
6. ↑   （页面存档备份，存于）（日語） - 九州運輸要覧，2018年3月28日參閲
7. ↑   （页面存档备份，存于）（日語） - 九州運輸要覧，2018年3月26日參閲
8. ↑   （页面存档备份，存于）（日語） - 九州運輸要覧，2018年3月28日參閲
9. ↑   （页面存档备份，存于）（日語） - 九州運輸要覧，2019年6月30日參閲
10. ↑   （页面存档备份，存于）（日語） - 九州運輸要覧，2019年7月3日參閲
11. ↑  令和元年度版 九州運輸要覧 （页面存档备份，存于）（日語） ，2020年9月19日參閲
12. ↑  拝聖院 （页面存档备份，存于）（日語）（熊本市觀光網站）

## 外部連結
- 北熊本站 （页面存档备份，存于）（日語）（路線圖、車站情報） - 熊本電氣鐵道